# Castillejo de Iniesta
Castillejo de Iniesta ist ein Ort und eine Gemeinde (Municipio) mit 102 Einwohnern (Stand: 2024) in der Provinz Cuenca in der Autonomen Region Kastilien-La Mancha.

## Geographie
Castillejo de Iniesta liegt etwa 65 Kilometer südsüdöstlich von Cuenca in einer Höhe von ca. 825 m. Durch die Gemeinde führt die Autovía A-3.

## Bevölkerungsentwicklung
| 1900 | 1950 | 1970 | 1981 | 1991 | 2001 | 2011 | 2021 |
| ---- | ---- | ---- | ---- | ---- | ---- | ---- | ---- |
| 330  | 590  | 346  | 222  | 190  | 207  | 185  | 143  |

## Sehenswürdigkeiten

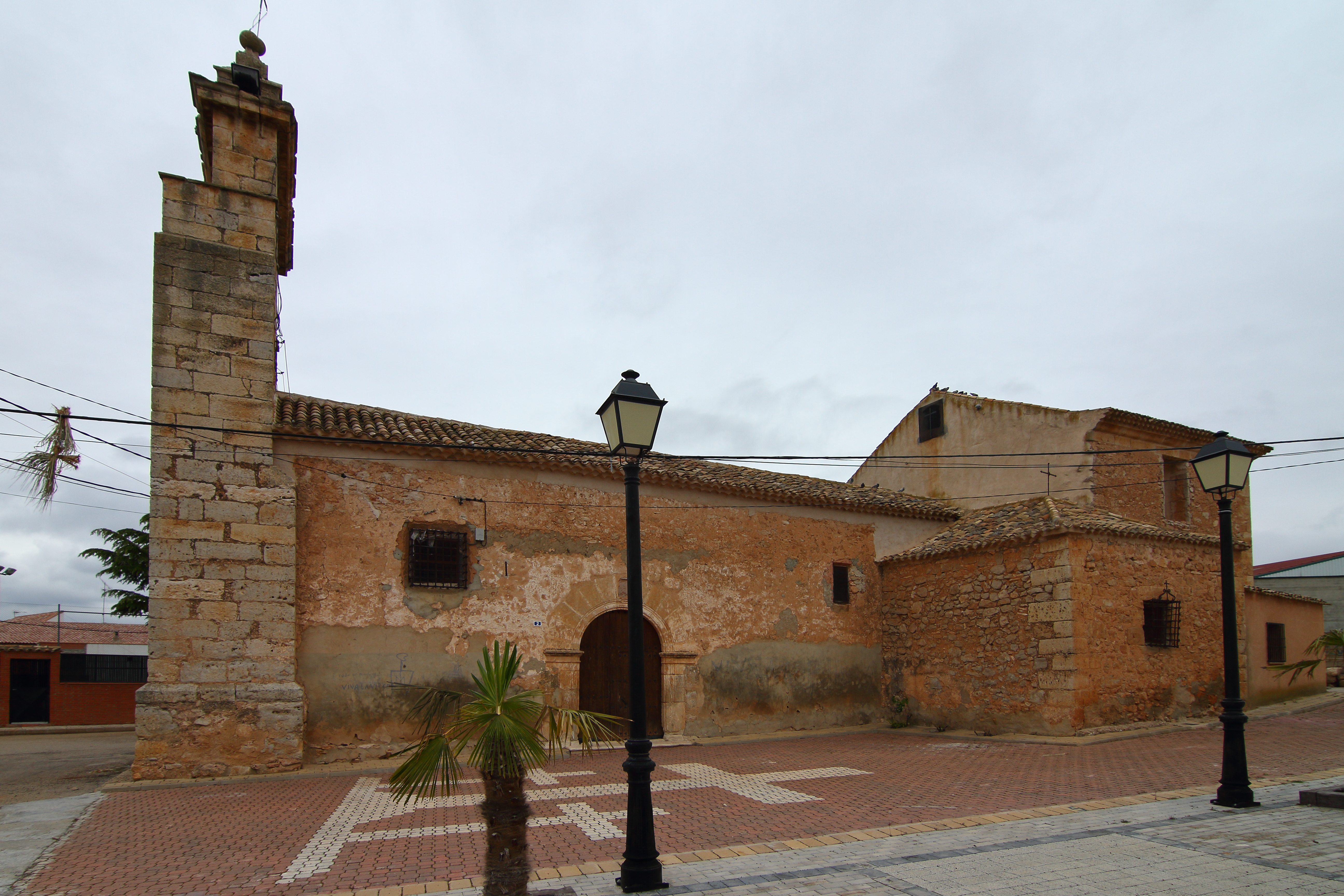
Magdalenenkirche
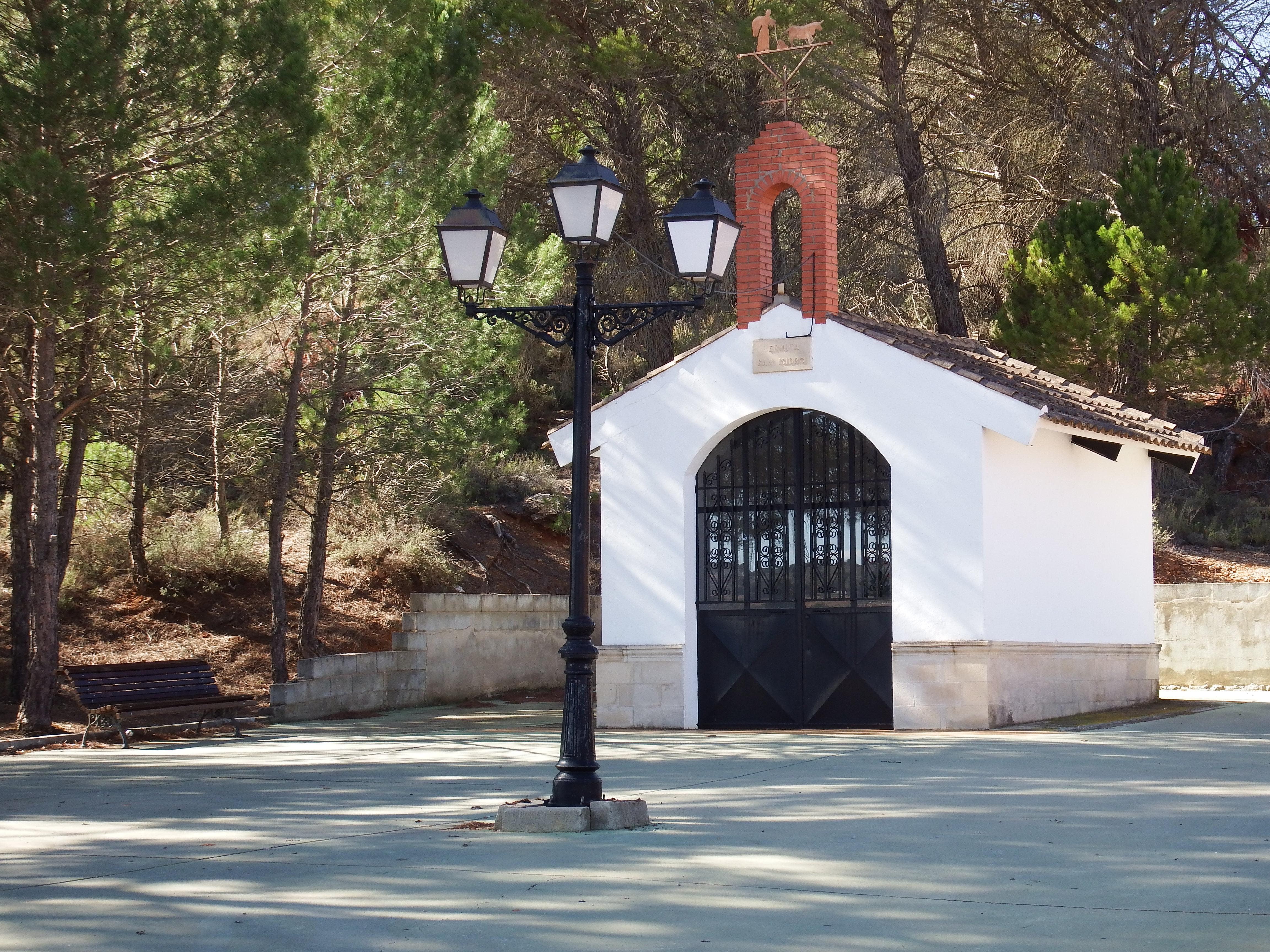
Isidorkapelle
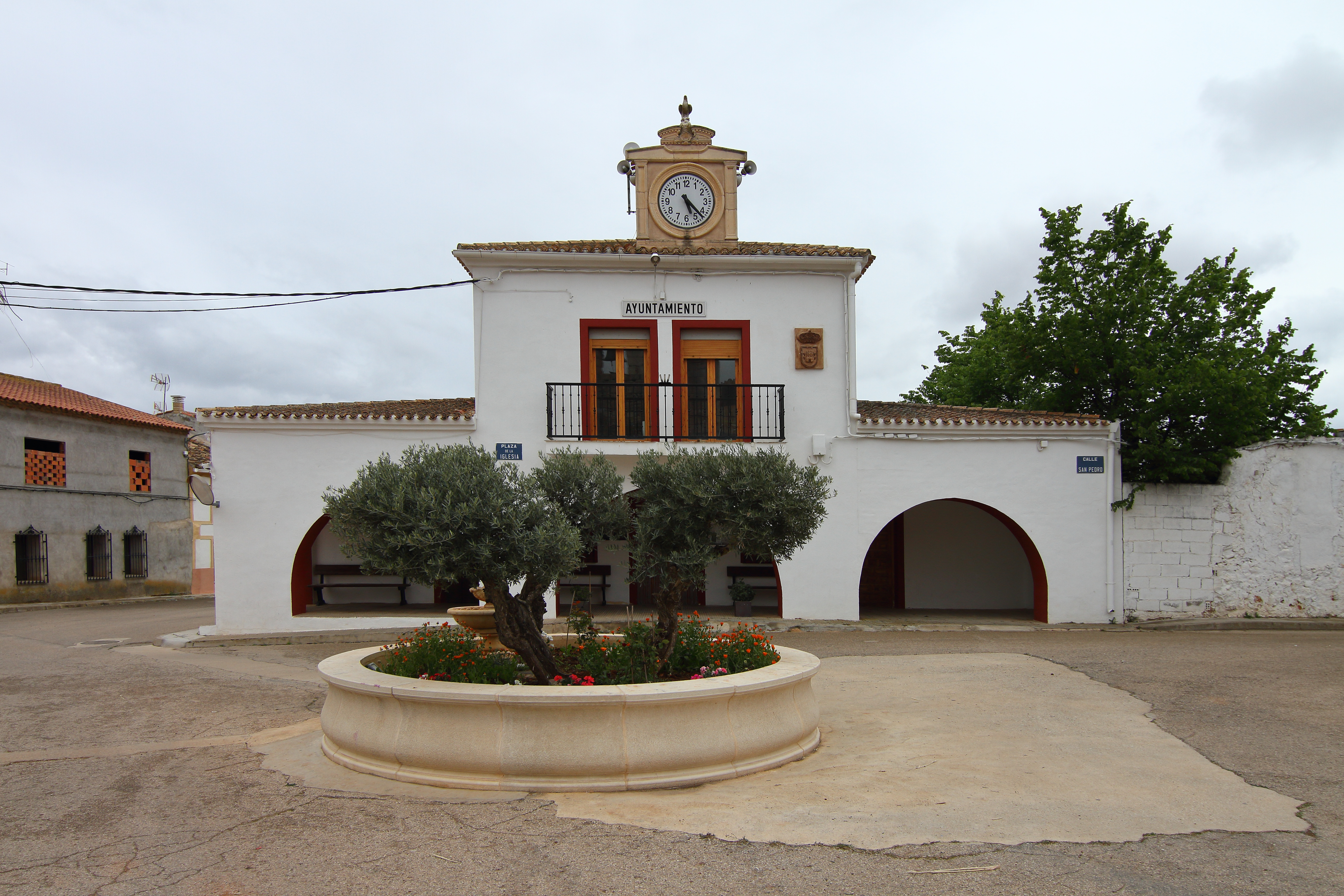
Rathaus

- Magdalenenkirche
- Isidorkapelle
- Rathaus